# Датун шу
«Книга о Великом единении» (кит. трад. 大同書, упр. 大同书, пиньинь Dàtóng shū, палл. Датун шу) — философское сочинение китайского реформатора и мыслителя Кан Ювэя, его magnum opus, содержащее учение о преодолении страданий и реализации совершенного общества будущего, в котором исчезнут религии, границы и социальные барьеры, а каждый человек достигнет состояния Будды. Согласно утверждению самого автора, трактат создавался со второй половины 1880-х годов и был завершён в 1902 году. Частично публиковался в 1913 году в Шанхае (только две первые части), полное издание вышло после кончины Кан Ювэя — в 1935 году. После 1956 года книга неоднократно переиздавалась, в 1985 году были обнаружены рукописные материалы Кан Ювэя, опубликованные в виде факсимиле. В XXI веке труд философа издаётся как в редакции 1935 года, так и по рукописным материалам. С 1950-х годов китайский текстолог Тан Чжицзюнь отстаивал версию, что к написанию книги Кан Ювэй обратился не раньше периода «Ста дней реформ», и к моменту его кончины в 1927 году текст был далеко не завершён. Данную точку зрения разделяет всё большее число китайских исследователей.
Текст разделён на десять частей. В первой части перечисляются девять барьеров, разделяющих человечество, и вызываемые разделением страдания: государственные границы, социальное деление, биологический вид, телесная форма, институт семьи, техника и технология, хаос, физическая вселенная. Каждая из последующих девяти частей трактует пути преодоления соответствующих страданий. Венцом развития человечества является достижение Великого единения, общественное устройство которого описано со всех сторон. Его признаками являются политическое народоправие, всеобщее равноправие, отсутствие частной собственности, социальная гармония.

## Переводы
- Ta t'ung shu. The One-World Philosophy of K'ang Yu-wei / Trans., from the Chinese with introduction and notes by Laurence G. Thompson. — London : George Allen & Unwin Ltd., 1958. — 300 p.
- Кан Ювэй. Книга о Великом единении (Да тун шу). Часть I. Введение : Перевод с китайского и примечания Д. Е. Мартынова // Вопросы философии. — 2017. — № 11. — С. 175—189.
- Кан Ювэй. Книга о Великом единении (Да тун шу). Из части 6: Уничтожение границ семьи и создание «Небесного народа» : Перевод с китайского Д. Е. Мартынова // Вопросы философии. — 2020. — № 7. — С. 190‒201. — doi:10.21146/0042‒8744‒2020‒7-190-201.
- Цян Динъань. Предисловие [к первому изданию «Книги о великом единении» Кан Ю-вэя] : перевод с китайского и примечания Д. Е. Мартынова // Вопросы философии. — 2013. — № 10. — С. 135—144.